# Isole Soloveckie

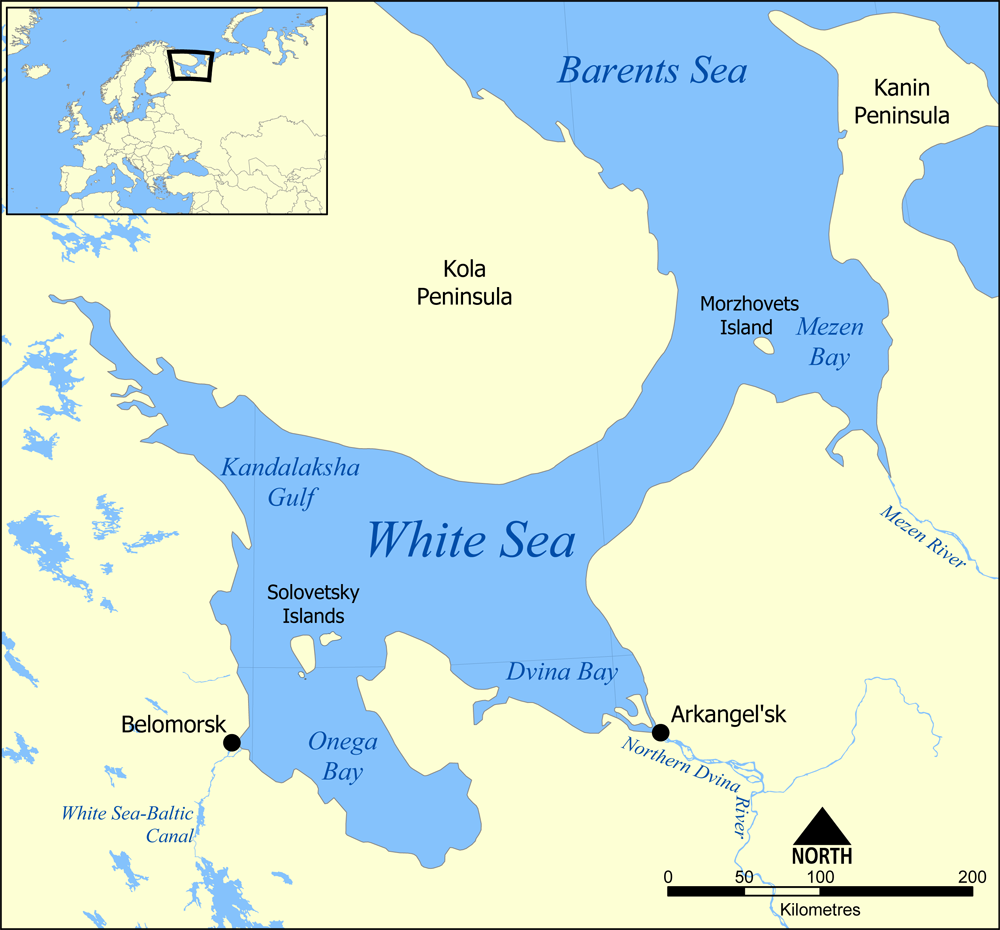
Mappa del Mar bianco, con la posizione delle Isole Soloveckie

Le isole Soloveckie (in russo Солове́цкие острова?), note anche con il nome di Solovki (in russo Соловки?) o Solovetskij, sono un arcipelago del Mar Bianco, nel Distretto Federale Nordoccidentale della Russia. Distano 160 km dal circolo polare artico, 250 km dal confine con la Finlandia, 700 da San Pietroburgo e 1.200 da Mosca.
Situate nella baia del fiume Onega, a ovest della punta della penisola di Onega, le isole amministrativamente appartengono al Primorskij rajon dell'oblast' di Arcangelo. Sono note per essere state sede del primo campo di lavoro sovietico (SLON) e per essere state utilizzate come paradigma da Aleksandr Solzhenicyn per descrivere l'intero sistema dei gulag nell'opera Arcipelago Gulag. Secondo il censimento russo del 1989 la popolazione era di 1317 persone, scese a 968 nel 2002 (censimento russo) ed a 861 nel 2010.
Dal 1974 le isole sono riserva naturale. L'arcipelago può essere raggiunto: 
- via mare dai porti di Kem', di Belomorsk e Arcangelo,
- da quest'ultima località e da Mosca per via aerea, con voli che atterrano all'aeroporto di Solovki.

Nel 1992 sono state inserite tra i Patrimoni dell'umanità «quali esempio di insediamento monastico nell'inospitale ambiente dell'Europa settentrionale che illustra ammirevolmente la fede, la tenacità e l'iniziativa delle comunità religiose del tardo medioevo».

## Geografia
L'arcipelago, che è il più grande arcipelago del Mar Bianco, è composto da sei isole principali più un centinaio di piccole isole, isolotti e scogli, è noto con il nome collettivo di isole Solovki. La superficie totale dell'arcipelago è di 347 km². Le isole principali sono:
- Bol'šoj Solovkij (Большой Соловецкий, Bol'šoj Soloveckij), 246 km².
- Isola Anzerskij o Anzer (остров Анзерский, o Анзер), 47 km², ad est di Bol'šoj Solovkij.
- Bol'šaja Muksalma (Большая Муксалма), 17 km²; l'isola si trova a sud-est di Bol'šoj Solovkij (65°02′12″N 35°57′39″E).
- Malaja Muksalma (Малая Муксалма), 0,57 km²; piccola isola a sud di Bol'šaja Muksalma (65°00′51″N 35°59′33″E).
- Bol'šoj Zajackij (остров Большой Заяцкий), 1,25 km²; ad ovest della punta meridionale di Bol'šoj Solovkij (65°58′14.32″N 35°40′26.33″E).
- Malyj Zajackij (остров Малый Заяцкий), 1,02 km²; a sud-ovest di Bol'šoj Zajackij (64°57′45.04″N 35°38′49.93″E).
- Isolette Sennye Ludy (Сенные Луды), a nord di Bol'šoj Zajackij 64°59′09.21″N 35°41′21.95″E.

Le coste sono molto frastagliate, formate da granito e gesso; la morfologia è prevalentemente ondulata (il punto più alto raggiunge tuttavia solo i 107 metri di quota). Le isole sono parzialmente interessate da zone paludose e sono punteggiate da numerosi laghi uniti da canali artificiali a formare una vera e propria rete. La vegetazione prevalente è la taiga, costituita in prevalenza da pini silvestri e abeti rossi.
Isole adiacenti: a ovest si trovano gli Scogli Kemskie con l'arcipelago Kuzova; a est l'isola Žižginskij.

## Monastero
Il monastero di Solovki (in russo Соловецкий монастырь?) conserva importanti opere architettoniche risalenti al XVI secolo, ed è uno dei cremlini più settentrionali della Russia. Amministrativamente appartiene all'oblast' di Arcangelo, anche se fattivamente si trova in Carelia.

## Gulag
Lo SLON, acronimo di Solovkij Lager' Osobogo Naznachenia in russo Соловецкий Лагерь Особого Назначения ?, vale a dire «Campo per scopi speciali» era un gulag che si trovava sulle Isole Soloveckie. In seguito all'ascesa al potere dei bolscevichi in Russia nel 1917, la proprietà dell'arcipelago era stata  requisita dallo Stato. Con un decreto firmato da Lenin, gli edifici del monastero furono espropriati e riconvertiti in Solovkij Lager' Osobogo Naznachenia (SLON) . L'acronimo contiene un gioco di parole: slon, in lingua russa, significa 'elefante'.

## Nella cultura di massa
Nel romanzo Lunedì inizia sabato dei fratelli Strugatskij (1965), l'ISSTEMS (Istituto di ricerca scientifica e tecnologica per la magia e la stregoneria) è ubicato in Carelia, nella cittadina immaginaria di Solovets, chiaramente ispirata alle isole e all'omonimo monastero.